# Keta (localidad)
Keta es una ciudad en el distrito homínimo de la región de Volta de Ghana de 22 739 habitantes. Está situada en el Golfo de Guinea entre la desembocadura del río Volta y la frontera con Togo.  Fundada en el siglo XVII por asentamientos ewé desde Benín, fue una importante plaza comercial, con su fuerte Prinzenstein para defenderla construido por los holandeses en 1784. Partes de la ciudad se han destruido por la erosión del mar entre los años 1960 y 1980.
Maya Angelou la menciona en su novela All God's Children Need Traveling Shoes.

## Historia
Keta era un importante centro comercial del pueblo anlo, un subgrupo de la etnia ewé ya en 1475. Cuando los comerciantes europeos llegaron en la segunda mitad del siglo XV, Keta, que significa "cabeza de arena" en idioma ewé, era un mercado prominente de la costa atlántica para el comercio de oro, plata, marfil y especias. Es cuna del vodun Gambada, de la familia tron.